# ロックの殿堂入り受賞者の一覧
ロックンロールの殿堂入り受賞者の一覧（ロックンロールのでんどういりじゅしょうしゃのいちらん）は、ロックンロールの殿堂入りをしたアーティストの受賞年別一覧。
1986年の創設以来、歌手と演奏者に贈られる"パフォーマー"部門,演奏者以外に贈られる"ノン・パフォーマー"部門、"アーリー・インフルエンス"など4部門があったが、2000年に"サイドマン"部門が追加された。

## パフォーマー部門

### 1986年受賞者
- チャック・ベリー
- ジェームス・ブラウン
- レイ・チャールズ
- サム・クック
- ファッツ・ドミノ
- エヴァリー・ブラザース
- バディ・ホリー
- ジェリー・リー・ルイス
- リトル・リチャード
- エルヴィス・プレスリー

### 1987年受賞者
- ザ・コースターズ
- エディ・コクラン
- ボ・ディドリー
- アレサ・フランクリン
- マーヴィン・ゲイ
- ビル・ヘイリー
- B.B.キング
- クライド・マクファター
- リッキー・ネルソン
- ロイ・オービソン
- カール・パーキンス
- スモーキー・ロビンソン
- ビッグ・ジョー・ターナー
- マディ・ウォーターズ
- ジャッキー・ウィルソン

### 1988年受賞者
- ザ・ビーチ・ボーイズ
- ビートルズ
- ザ・ドリフターズ
- ボブ・ディラン
- スプリームス

### 1989年受賞者
- ディオン
- オーティス・レディング
- ローリング・ストーンズ
- テンプテーションズ
- スティーヴィー・ワンダー

### 1990年受賞者
- ハンク・バラード（英語版）
- ボビー・ダーリン
- フォー・シーズンズ
- フォー・トップス
- キンクス
- プラターズ
- サイモン&ガーファンクル
- ザ・フー

### 1991年受賞者
- ラヴァーン・ベイカー（英語版）
- ザ・バーズ
- ジョン・リー・フッカー
- インプレッションズ
- ウィルソン・ピケット
- ジミー・リード
- アイク&ティナ・ターナー

### 1992年受賞者
- ボビー・ブランド
- ブッカー・T&ザ・MG's
- ジョニー・キャッシュ
- アイズレー・ブラザーズ
- ジミ・ヘンドリックス・エクスペリエンス
- サム&デイヴ
- ヤードバーズ

### 1993年受賞者
- ルース・ブラウン
- クリーム
- クリーデンス・クリアウォーター・リバイバル
- ドアーズ
- フランキー・ライモン&ザ・ティーンエイジャーズ
- エタ・ジェイムス
- ヴァン・モリソン
- スライ&ザ・ファミリー・ストーン

### 1994年受賞者
- アニマルズ
- ザ・バンド
- デュアン・エディ（英語版）
- グレイトフル・デッド
- エルトン・ジョン
- ジョン・レノン
- ボブ・マーリー
- ロッド・スチュワート

### 1995年受賞者
- オールマン・ブラザーズ・バンド
- アル・グリーン
- ジャニス・ジョプリン
- レッド・ツェッペリン
- マーサ&ザ・ヴァンデラス
- ニール・ヤング
- フランク・ザッパ

### 1996年受賞者
- デヴィッド・ボウイ
- グラディス・ナイト&ザ・ピップス
- ジェファーソン・エアプレイン
- リトル・ウィリー・ジョン
- ピンク・フロイド
- シュレルズ
- ヴェルヴェット・アンダーグラウンド

### 1997年受賞者
- ビージーズ
- バッファロー・スプリングフィールド
- クロスビー・スティルス&ナッシュ
- ジャクソン5
- ジョニ・ミッチェル
- パーラメント/ファンカデリック
- ラスカルズ

### 1998年受賞者
- イーグルス
- フリートウッド・マック
- ママス&パパス
- ロイド・プライス
- サンタナ
- ジーン・ヴィンセント

### 1999年受賞者
- ビリー・ジョエル
- カーティス・メイフィールド
- ポール・マッカートニー
- デル・シャノン
- ダスティ・スプリングフィールド
- ブルース・スプリングスティーン
- ザ・ステイプル・シンガーズ

### 2000年受賞者
- エリック・クラプトン
- アース・ウィンド・アンド・ファイアー
- ラヴィン・スプーンフル
- ザ・ムーングロウズ
- ボニー・レイット
- ジェームス・テイラー

### 2001年受賞者
- エアロスミス
- ソロモン・バーク
- ザ・フラミンゴス（英語版）
- マイケル・ジャクソン[注 1]
- クイーン
- ポール・サイモン
- スティーリー・ダン
- リッチー・ヴァレンス

### 2002年受賞者
- アイザック・ヘイズ
- ブレンダ・リー
- トム・ペティ&ザ・ハートブレイカーズ
- ジーン・ピットニー
- ラモーンズ
- トーキング・ヘッズ

### 2003年受賞者
- AC/DC
- ザ・クラッシュ
- エルヴィス・コステロ&ジ・アトラクションズ
- ポリス
- ライチャス・ブラザーズ

### 2004年受賞者
- ジャクソン・ブラウン
- ザ・デルズ（英語版）
- ジョージ・ハリスン
- プリンス
- ボブ・シーガー
- トラフィック
- ZZトップ

### 2005年受賞者
- バディ・ガイ
- オージェイズ
- プリテンダーズ
- パーシー・スレッジ
- U2

### 2006年受賞者
- ブラック・サバス
- ブロンディ
- マイルス・デイヴィス
- レーナード・スキナード
- セックス・ピストルズ（受賞拒否）

### 2007年受賞者
- グランドマスター・フラッシュ・アンド・ザ・フューリアス・ファイヴ
- R.E.M.
- ザ・ロネッツ
- パティ・スミス
- ヴァン・ヘイレン

### 2008年受賞者
- デイヴ・クラーク・ファイヴ
- レナード・コーエン
- マドンナ
- ジョン・メレンキャンプ
- ザ・ベンチャーズ

### 2009年受賞者
- ジェフ・ベック
- リトル・アンソニー&ジ・インペリアルズ（英語版）
- メタリカ
- Run-D.M.C.
- ボビー・ウーマック

### 2010年受賞者
- ABBA
- ジェネシス
- ジミー・クリフ
- ホリーズ
- ザ・ストゥージズ

### 2011年受賞者
- アリス・クーパー
- ニール・ダイアモンド
- ドクター・ジョン
- ダーレン・ラヴ
- トム・ウェイツ

### 2012年受賞者
- ビースティ・ボーイズ
- ドノヴァン
- ガンズ・アンド・ローゼズ
- ローラ・ニーロ
- レッド・ホット・チリ・ペッパーズ
- スモール・フェイセズ/フェイセズ

### 2013年受賞者
- ハート
- アルバート・キング
- ランディ・ニューマン
- パブリック・エナミー
- ラッシュ
- ドナ・サマー

### 2014年受賞者
- ピーター・ガブリエル
- ダリル・ホール&ジョン・オーツ
- キッス
- ニルヴァーナ
- リンダ・ロンシュタット
- キャット・スティーヴンス

### 2015年受賞者
- ポール・バターフィールド・ブルース・バンド
- ジョーン・ジェット&ザ・ブラックハーツ
- ルー・リード
- グリーン・デイ
- スティーヴィー・レイ・ヴォーン&ダブル・トラブル
- ビル・ウィザース

### 2016年受賞者
- チープ・トリック
- シカゴ
- ディープ・パープル
- N.W.A.
- スティーヴ・ミラー（英語版）

### 2017年受賞者
- パール・ジャム
- ジャーニー
- 2パック
- ジョーン・バエズ
- エレクトリック・ライト・オーケストラ
- イエス

### 2018年受賞者
- ボン・ジョヴィ
- カーズ
- ダイアー・ストレイツ
- ムーディー・ブルース
- ニーナ・シモン

### 2019年受賞者
- ザ・キュアー
- デフ・レパード
- ジャネット・ジャクソン
- スティーヴィー・ニックス
- レディオヘッド
- ロキシー・ミュージック
- ゾンビーズ

### 2020年受賞者
- デペッシュ・モード
- ドゥービー・ブラザーズ
- ホイットニー・ヒューストン
- ナイン・インチ・ネイルズ
- ノトーリアス・B.I.G.
- T・レックス

### 2021年受賞者
- フー・ファイターズ
- ゴーゴーズ
- ジェイ・Z
- キャロル・キング
- トッド・ラングレン
- ティナ・ターナー

### 2022年受賞者
- パット・ベネター
- デュラン・デュラン
- エミネム
- ユーリズミックス
- ドリー・パートン
- ライオネル・リッチー
- カーリー・サイモン

### 2023年受賞者[1]
- ケイト・ブッシュ
- ミッシー・エリオット
- シェリル・クロウ
- レイジ・アゲインスト・ザ・マシーン
- ウィリー・ネルソン
- ジョージ・マイケル
- スピナーズ

### 2024年受賞者
- メアリー・J. ブライジ
- シェール
- デイヴ・マシューズ・バンド
- フォリナー
- ピーター・フランプトン
- クール&ザ・ギャング
- オジー・オズボーン
- ア・トライブ・コールド・クエスト

## アーリー・インフルエンス部門
- ジミー・ロジャーズ（1986年）
- ジミー・ヤンシー（英語版）（1986年）
- ロバート・ジョンソン（1986年）
- ルイ・ジョーダン（1987年）
- T-ボーン・ウォーカー（1987年）
- ハンク・ウィリアムズ（1987年）
- ウディ・ガスリー（1988年）
- レッドベリー（1988年）
- レス・ポール（1988年）
- インク・スポッツ（1989年）
- ベシー・スミス（1989年）
- ソウル・スターラーズ（英語版）（1989年）
- ルイ・アームストロング（1990年）
- チャーリー・クリスチャン（1990年）
- マ・レイニー（1990年）
- ハウリン・ウルフ（1991年）
- エルモア・ジェームス（1992年）
- プロフェッサー・ロングヘア（1992年）
- ダイナ・ワシントン（1993年）
- ウィリー・ディクスン（1994年）
- オリオールズ（英語版）（1995年）
- ピート・シーガー（1996年）
- マヘリア・ジャクソン（1997年）
- ビル・モンロー（1997年）
- ジェリー・ロール・モートン（1998年）
- ボブ・ウィルズ&ヒズ・テキサス・プレイボーイズ（英語版）（1999年）
- チャールズ・ブラウン（1999年）
- ナット・キング・コール（2000年）
- ビリー・ホリデイ（2000年）
- ワンダ・ジャクソン（英語版）（2009年）
- フレディ・キング（2012年）
- ザ・ファイヴ・ロイヤルズ（英語版）（2015年）
- シスター・ロゼッタ・サープ（2018年）
- クラフトワーク（2021年）
- チャーリー・パットン（2021年）
- ギル・スコット・ヘロン（2021年）
- ハリー・ベラフォンテ（2022年）
- エリザベス・コットン（2022年）
- クール・ハーク（2023年）
- リンク・レイ（2023年）
- アレクシス・コーナー（2024年）
- ジョン・メイオール（2024年）
- ビッグ・ママ・ソーントン（2024年）

## 非演奏者部門
「非演奏者部門」は、ソングライター、プロデューサー、ディスクジョッキー、レコード会社の経営者などの功績を称えることを目的としている。この部門で受賞者の中には、演奏者として著名な人物（ハーブ・アルパート、アラン・トゥーサンなどがその例である）も含まれている。以下、年の順にこの部門の受賞者を列記する。
- アラン・フリード (1986年)
- サム・フィリップス (1986年)
- ジョン・ハモンド (1986年) -Lifetime achievement
- レナード・チェス（英語版） (1987年)
- アーメット・アーティガン (1987年)
- ジェリー・リーバーとマイク・ストーラー (1987年)
- ジェリー・ウェクスラー (1987年)
- ベリー・ゴーディー・ジュニア (1988年)
- フィル・スペクター (1989年)
- ジェリー・ゴフィンとキャロル・キング (1990年)
- ホーランド＝ドジャー＝ホーランド (1990年)
- デイヴ・バーソロミュー (1991年)
- ラルフ・バス（英語版） (1991年)
- ネスヒ・アーティガン（英語版） (1991年) -Lifetime achievement
- レオ・フェンダー (1992年)
- ビル・グレアム（英語版） (1992年)
- ドク・ポーマス (1992年)
- ディック・クラーク (1993年)
- ミルト・ゲイブラー (1993年)
- ジョニー・オーティス（英語版） (1994年)
- ポール・アッカーマン（英語版） (1995年)
- トム・ドナヒュー（英語版） (1996年)
- シド・ネイザン（英語版） (1997年)
- アラン・トゥーサン (1998年)
- ジョージ・マーティン (1999年)
- クライヴ・デイヴィス (2000年)
- クリス・ブラックウェル (2001年)
- ジム・スチュワート（英語版） (2002年)
- モー・オースティン（英語版）（2003年）
- ヤン・ウェナー（英語版） (2004年) -Lifetime achievement
- フランク・バーサローナ（英語版） (2005年) -Lifetime achievement
- セイモア・スタイン（英語版） (2005年) -Lifetime achievement
- ハーブ・アルパートとジェリー・モス (2006年) -Lifetime achievement
- ケニー・ギャンブルとレオン・ハフ (2008年)
- デヴィッド・ゲフィン (2010年)
- オーティス・ブラックウェル（英語版） (2010年)
- ジェフ・バリーとエリー・グレニッチ (2010年)
- モルト・シューマン (2010年)
- ジェシー・ストーン（英語版） (2010年)
- バリー・マンとシンシア・ワイル (2010年)
- ジャック・ホルツマン（英語版） (2011年)
- アート・ループ（英語版） (2011年)
- ドン・カーシュナー (2012年)
- ルー・アドラー（英語版） (2013年)
- クインシー・ジョーンズ (2013年)
- ブライアン・エプスタイン (2014年)
- アンドリュー・ルーグ・オールダム (2014年)
- バート・バーンズ（英語版） (2016年)
- アーヴィング・アゾフ（英語版） (2020年)
- ジョン・ランドー（英語版） (2020年)
- クラレンス・アヴァント（英語版） (2021年)
- アレン・グラブマン（英語版） (2022年)
- ジミー・アイオヴィン（英語版） (2022年)
- シルヴィア・ロビンソン (2022年)
- ドン・コーネリアス（英語版） (2023年)
- スザンヌ・ド・パッシー（英語版） (2024年)

## サイドマン
- ハル・ブレイン - Hal Blaine - ドラムス (2000年)
- キング・カーティス - King Curtis - サクソフォーン (2000年)
- ジェームス・ジェマーソン - James Jamerson - ベース・ギター (2000年)
- スコティ・ムーア - Scotty Moore - ギター (2000年)
- アール・パーマー  - Earl Palmer - ドラムス (2000年)
- ジェームズ・バートン - James Burton - ギター (2001年)
- ジョニー・ジョンソン - Johnnie Johnson - ピアノ (2001年)
- チェット・アトキンス - Chet Atkins - ギター (2002年)
- ベニー・ベンジャミン - Benny Benjamin - ドラムス (2003年)
- フロイド・クレイマー - Floyd Cramer - ピアノ (2003年)
- スティーヴ・ダグラス - Steve Douglas - サクソフォーン (2003年)
- リトル・ウォルター - Little Walter - ハーモニカ (2008年)
- ビル・ブラック - Bill Black - ベース・ギター (2009年)
- D・J・フォンタナ - D. J. Fontana - ドラムス (2009年)
- スプーナー・オールダム - Spooner Oldham - キーボード (2009年)
- レオン・ラッセル - Leon Russell - ボーカル、ピアノ (2011年)
- コズィモ・マタッサ - Cosimo Matassa - エンジニア、スタジオ経営者 (2012年)
- トム・ダウド - Tom Dowd - エンジニア、プロデューサー (2012年)
- グリン・ジョンズ - Glyn Johns - エンジニア、プロデューサー (2012年)
- Eストリート・バンド - E Street Band - バンド (2014年)
- リンゴ・スター - Ringo Starr - ドラムス (2015年)
- ナイル・ロジャース - Nile Rodhers (2017年)
- LL・クール・J - LL Cool J (2021年)
- ビリー・プレストン - Billy Preston (2021年)
- ランディ・ローズ - Randy Rhoads (2021年)
- ジャム&ルイス - Jam & Lewis (2022年)
- ジューダス・プリースト - Judas Priest (2022年)
- チャカ・カーン - Chaka Khan (2023年)[1]
- アル・クーパー - Al Kooper (2023年)
- バーニー・トーピン - Bernie Taupin (2023年)
- ジミー・バフェット - Jimmy Buffett (2024年)
- MC5 - MC5 (2024年)
- ディオンヌ・ワーウィック - Dionne Warwick (2024年)
- ノーマン・ホイットフィールド - Norman Whitfield (2024年)